# AGOVV Apeldoorn
Maillots
L'AGOVV Apeldoorn est un club néerlandais de football basé à Apeldoorn. AGOVV signifie Alleen Gezamenlijk Oefenen Voert Verder.

## Historique
- 1913 - fondation du club